# Apple III
Apple III je osobno računalo proizvođača Apple Computer koje je osmislio Steve Jobs. Zbog visoke cijene (3500 USD), nepodudarnosti sa softverom i pregrijavanja uzrokovanog izostankom ventilatora nije polučilo tržišni uspjeh. Bilo je to prvo Appleovo računalo koje je na tipkovnici imalo velika (naredba Caps lock) i mala slova.
Apple III pušten je u prodaju u studenom 1980., no prvih 14 000 prodanih primjeraka ubrzo je povučeno zbog tehničkih neispravnosti. Redizajnirani Apple III počeo se prodavati sljedeće godine u studenom, ali prodaja je podbacila. Do kraja proizvodnje 24. travnja 1984. prodano je između 55 i 75 tisuća uređaja, značajno manje u usporedbi s Appleom II.

## Vanjske poveznice
|  | Zajednički poslužitelj ima još gradiva o temi Apple III |